# Fenix Outdoor
Fenix Outdoor International AG (tidigare Fenix Outdoor AB) är en koncern grundad 1960 av Åke Nordin och Fjällräven där friluftstillverkarna Tierra,  Hanwag och Fjällräven, samt Royal Robbins, Inc ingår. På detaljhandelssidan ingår Naturkompaniet i Sverige, Partioaitta (scoutbod på finska) i Finland, Globetrotter Gmbh i Tyskland samt Friluftsland i Danmark. Fenix Outdoor är börsnoterat på OMX Stockholmsbörsen. Bolaget kontrolleras av grundarfamiljen Nordin.
2014 bytte Fenix Outdoor AB legal hemvist från Sverige till Schweiz. Bolaget avnoterades då från Stockholmsbörsen. Aktieägarna fick då aktier i bolaget Nidron, som sedan bytte namn till Fenix Outdoor International AG och åter listades på Stockholmsbörsen. Huvudkontoret ligger numera i Zug, Schweiz.

## Varumärken

### Tillverkare/Varumärken
- Fjällräven
- Hanwag
- Tierra
- Royal Robbins

### Detaljhandel
- Frilufts Retail Europe AB (koncernens retailsegment)
  - Naturkompaniet
  - Globetrotter GmbH
  - Partioaitta OY (finsk detaljhandel, helägd sedan maj 2011)[7]
  - Friluftsland A/S, helägd sedan 2017-10-01[8]